# Johan Hendrik Weidner

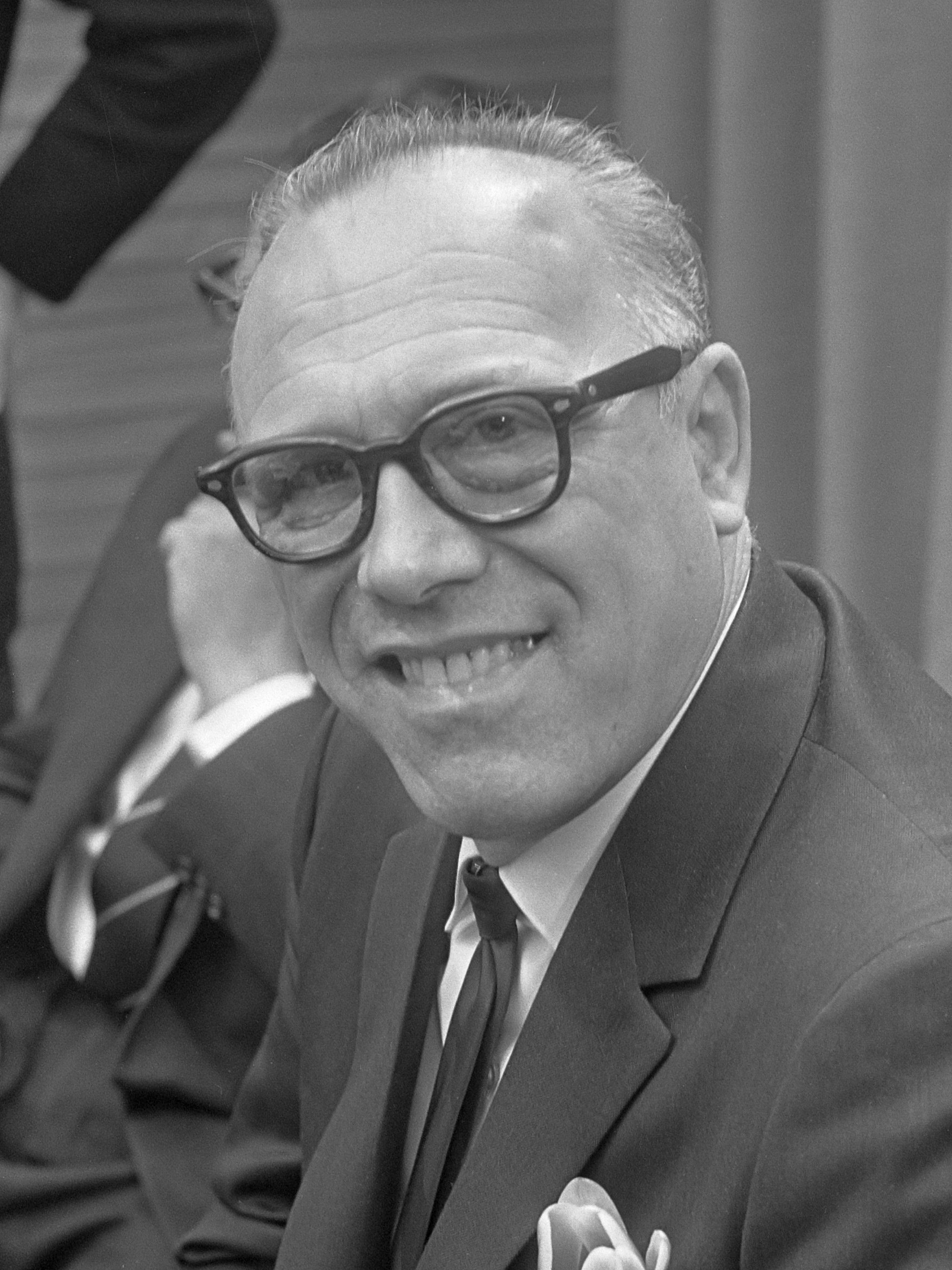
Jean Henri Weidner (1967)

Johan Hendrik Weidner (en francés: Jean Henri; en inglés: John Henry; Bruselas, Bélgica, 22 de octubre de 1912 - Monterey Park, California, Estados Unidos, 21 de mayo de 1994) fue un héroe condecorado de la Segunda Guerra Mundial.

## Biografía
Johan Weidner, hijo de padres holandeses, creció en Collonges, Francia, cerca de la frontera con Suiza, donde su padre trabajaba como 
En el año 1935 estableció una empresa comercial textil en París, donde vivió hasta el estallido de la Segunda Guerra Mundial. Cuando los alemanes ocuparon Francia, Johann viajó al sur, hasta la ciudad de Lyon, donde ayudó a organizar la red clandestina "Dutch-París" para ayudar a todos los ciudadanos que necesitaban escapar de los nazis. Mientras tanto en París su hermana Gabrielle Weidner y otros voluntarios ayudaban a coordinar las huidas. Colaborando con la Resistencia Francesa, la red clandestina de Weidner ayudó a rescatar al menos a unas 1000 personas, entre ellas 800 judíos y unos doscientos agentes de los Aliados.
A principios de 1943 Johan Weidner fue arrestado y brutalmente interrogado por la Gestapo, pero no reveló nada y finalmente fue liberado. Sin embargo otro de los miembros de su grupo fue capturado por la Gestapo y bajo tortura reveló los miembros de muchos miembros claves de la red clandestina, incluyendo a Gabrielle Weidmer, lo que llevó a la desarticulación de gran parte de la red. Gabrielle Weidmer fue detenida por la Gestapo en París y después de ser interrogada y torturada, fue enviada al campo de concentración de Ravensbrück en Alemania, donde sufrió horriblemente y murió de malnutrición y a las terribles condiciones de lugar.
Los alemanes arrestaron a Johan Weidmer por segunda vez y lo enviaron en tren con otros prisioneros a un campo de concentración. Sin embargo, durante el viaje, consiguió saltar del tren y huyó a Suiza, desde continuó su huida a Inglaterra y se unió al ejército holandés que se estaba formando en el país para luchar en los meses finales de la guerra. Al terminar el conflicto trabajo en el servicio diplomático holandés. En 1955 emigró a los Estados Unidos, instalándose finalmente en California, donde creó una cadena de tiendas de comida ecológica.
Por sus esfuerzos en la guerra, Johan Weidner fue recompensado por la Medalla de la Libertad de los Estados Unidos, y la Orden el Imperio Británico, la Orden Holandesa de Orange Nassau y la Medalla de la Resistencia Holandesa. El gobierno de Francia lo honró con la Cruz de Guerra y la Medalla de la Resistencia Francesa y la Legión de Honor. El gobierno de Bélgica lo nombró Oficial de la Orden del Rey Leopoldo.
En 1993, durante la inauguración del Museo del Holocausto de los Estados Unidos en Washington D. C., fue una de las siete personas elegidas para encender las velas reconociendo a los rescatadores. El gobierno de Israel honró a Weidner como parte de los gentiles nombrados Justos entre las Naciones en el Monumento del Holocausto en Israel, Yad Vashem, donde se plantaron árboles en su nombre en la Colina del Recuerdo a lo largo de la Avenida de los Justos. También en 1993, el Atlantic Union College en South Lancaster, Massachusetts, estableció el "Centro John Henry Weidner" para cultivar el espíritu altruista.